# 益子修
益子修（日语：／ Masuko Osamu */?，1949年2月19日—2020年8月27日），日本商人。三菱汽車公司原董事长、首席执行官（CEO）。

## 经历
1949年生于东京。1972年3月毕业于早稻田大学政治经济系。1972年4月起在三菱商事股份有限公司车辆部任职，2006年1月任董事长、董事总经理、企业伦理负责干事，海外营业统管部门负责人。2007年10月起任董事长、董事总经理。2014年，出任董事长兼首席执行官（CEO）。
2016年，三菱汽车因伪造燃油经济性数据而卷入丑闻，他接替辞职的相川哲郎担任总裁。2018年11月，三菱汽车董事会解除被逮捕的卡洛斯·戈恩董事长职务后，他担任临时董事长，之后担任董事长兼首席执行官。2019年6月，不再担任首席执行官。2020年8月7日，因健康原因辞去董事长职务，转而成为特别顾问。8月27日因心臟衰竭逝世。